# Герб Федерального округа Бразилии

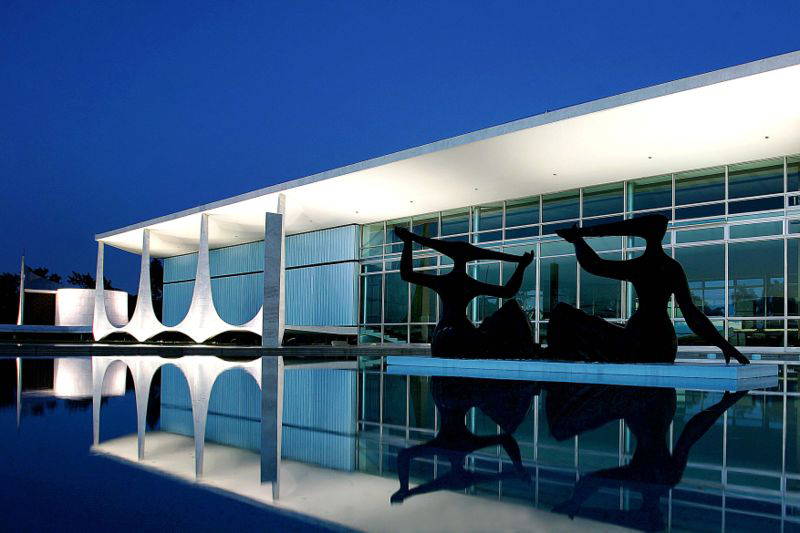
Президентский дворец

Герб Федерального округа Бразилии одновременно являющийся и гербом столицы, придуман Гильерми ди Алмейдой 12 сентября 1960 года. В попытке избежать традиционных геральдических элементов, автор использовал особенности архитектуры Оскара Нимейера — главного архитектора Бразилиа.
За основу формы герба были взяты колонны официальной резиденции президента Бразилии. Цвета же взяты с флага федерального округа, но не с национального. В центре находится зелёное поле, символизирующее стол переговоров, увенчанное золотой геральдической короной, символически изображающую здание Национального Конгресса. На самом зелёном поле находятся 4 золотых стрелы направленных по сторонам герба, и означают индейское наследие и силу, исходящую из центра во всех направлениях. Ниже зелёного поля находится надпись на латыни «Venturis Ventis» (с лат. — «Открытый ветрам»).